# Heinz Ehlers
Pour les articles homonymes, voir Ehlers.
Heinz Ehlers né le 25 janvier 1966 à Aalborg au Danemark, est un joueur professionnel de hockey sur glace danois, actuellement entraîneur.
Ses fils Nikolaj Ehlers et Sebastian Ehlers et son neveu Alexander True sont des joueurs professionnels de hockey sur glace.

## Repêchage
En 1984, il est choisi au cours du repêchage d'entrée dans la Ligue nationale de hockey par les Rangers de New York en 9e ronde, 188e position.

## Carrière comme joueur
- 1981-1984 AaB Ishockey (Danemark)
- 1984-1989 Leksands IF (Elitserien)
- 1989-1991 AIK IF (Elitserien)
- 1991-1993 Rögle BK (Allsvenkan et Elitserien)
- 1993-1994 AaB Ishockey (Danemark) et HC Bienne (LNA)
- 1994-1996 EC Klagenfurt AC (ÖEL)
- 1996-1997 Augsburger Panther (DEL)
- 1997-2002 Berlin Capitals (DEL)
- 2002-2004 AaB Ishockey (Danemark)

## Carrière comme entraineur
- 2005-2007 AaB Ishockey (Danemark)
- 2007-2008 HC Bienne (LNB)
- 2008-2009 HC Bienne (LNA)
- 2009-2013 SC Langenthal (LNB)
- 2013-2016 Lausanne HC (LNA)
- 2016-2020 SC Langnau Tigers (LNA)
- 2023-2025 HC Viège (SL)
- Dès 2025 0HC Bâle (SL)

## Carrière internationale
Il représente le Danemark au cours des compétitions suivantes :
Championnat du monde
- B: 1992, 1993, 1994, 1998 et 1999
- C: 1987, 1989 et 1991

## Palmarès comme entraineur
- Champion de Suisse de LNB en 2008 avec le HC Bienne[1]
- Promotion en LNA en 2008 avec le HC Bienne[2]
- Champion de Suisse de LNB en 2012 avec le SC Langenthal[3]
- Champion de Suisse de SL en 2025 avec le HC Viège[4]